# Auchenipterus osteomystax
Auchenipterus osteomystax es una especie de pez de la familia Auchenipteridae en el orden de los Siluriformes.

## Morfología
• Los machos pueden llegar alcanzar los 23 cm de longitud total.

## Distribución geográfica
Se encuentran en Sudamérica: cuenca del río de La Plata y algunos ríos de la cuenca inferior del río Amazonas.